# Cuscuta serruloba
Cuscuta serruloba är en vindeväxtart som beskrevs av Truman George Yuncker. Cuscuta serruloba ingår i släktet snärjor, och familjen vindeväxter. Inga underarter finns listade i Catalogue of Life.